# Žižice
Žižice jsou obec v kladenském okrese mezi obcemi Slaný a Zvoleněves. Obcí prochází silnice I. třídy č. 16, spojující Slaný a Velvary. Obec čítá 213 domů (SLDB 2001) a žije zde 762 obyvatel. V roce 2019 obec získala oranžovou stuhu za spolupráci obce a zemědělského subjektu v krajském kole v soutěži Vesnice roku. 

## Části obce Žižice
- Žižice
- Drnov (ZSJ Drnov a Mlýnek)
- Luníkov
- Osluchov
- Vítov

## Zeměpisná a historická data
Katastrální území obce Žižice se rozprostírá v těsném sousedství královského města Slaný. Samotná obec Žižice leží cca 5 km východně od Slaného. Nejvyšším místem Žižicka je rozsáhlá skládka odpadu v Drnově s nadmořskou výškou 318m. Pod OÚ Žižice spadá pět vesnic – Drnov, Luníkov, Osluchov, Vítov a Žižice.
První písemná zmínka o existenci obce Žižice a Vítov se datuje k roku 1318. Od 16. století do roku 1848 patřily Žižice Břevnovskému klášteru. Od roku 1849 byly Žižice součástí obce Luníkov spolu s Vítovem. Od roku 1874 byla obec samostatná. Po roce 1848 byly Žižice administrativně sloučeny s Osluchovem, Luníkovem, Vítovem a Drnovem. Po vesnici Drnov je v Praze pojmenována ulice Drnovská, na jejíž výstavbu se vozil kámen právě z Drnova.
| Rok            | 1869 | 1880 | 1890 | 1900  | 1910  | 1921  | 1930 | 1950 | 1961 | 1970 | 1980 | 1991 | 2001 | 2011 | 2021 |
| -------------- | ---- | ---- | ---- | ----- | ----- | ----- | ---- | ---- | ---- | ---- | ---- | ---- | ---- | ---- | ---- |
| Počet obyvatel | 773  | 884  | 905  | 1 008 | 1 039 | 1 004 | 931  | 699  | 669  | 570  | 476  | 505  | 513  | 513  | 721  |
| Počet domů     | 115  | 123  | 125  | 150   | 154   | 172   | 200  | 212  | 182  | 174  | 155  | 191  | 194  | 213  | 235  |

### Územněsprávní začlenění
Dějiny územněsprávního začleňování zahrnují období od roku 1850 do současnosti. V chronologickém přehledu je uvedena územně administrativní příslušnost obce v roce, kdy ke změně došlo:
- 1850 země česká, kraj Praha, politický i soudní okres Slaný[7]
- 1855 země česká, kraj Praha, soudní okres Slaný[7]
- 1868 země česká, politický i soudní okres Slaný[7]
- 1939 země česká, Oberlandrat Kladno, politický i soudní okres Slaný[8]
- 1942 země česká, Oberlandrat Praha, politický i soudní okres Slaný[9]
- 1945 země česká, správní i soudní okres Slaný[10]
- 1949 Pražský kraj, okres Slaný[11]
- 1960 Středočeský kraj, okres Kladno[12]

### Rok 1932
V obci Žižice (276 obyvatel) byly v roce 1932 evidovány tyto živnosti a obchody: 2 hostince, klempíř, kolář, kovář, mlýn, řezník, 2 obchody se smíšeným zbožím, trafika.
V obci Luníkov (121 obyvatel, samostatná obec se později stala součástí Žižic) byly v roce 1932 evidovány tyto živnosti a obchody: hostinec, kovář, mlýn, 7 rolníků, obchod se smíšeným zbožím, trafika.
V obci Vítov (přísl. Blahotice, 360 obyvatel, samostatná obec se později stala součástí Žižic) byly v roce 1932 evidovány tyto živnosti a obchody: cihelna, holič, 4 hostince, kartáčník, mlýn, obuvník, 4 rolníci, 2 řezníci, 3 obchody se smíšeným zbožím, trafika, velkostatek.

### Československé legie
Žižice
- Josef Brožovský (27.8.1876 - 28.4.1937)
- Rudolf Kapr (14.12.1890)
- Josef Poláček (13.11.1877)
- Alois Richtr (26.12.1893)
- Václav Tlustý (17.7.1888)

Vítov
- Václav Kytka (11.6.1885)
- Václav Skuček (25.9.1896)
- Antonín Sýs (18.5.1890)

Luníkov
- Alois Němeček (15.8.1883)
- August Nemeček (11.1.1879)

Drnov
- Karel Erba (16.7.1896)
- Otto Kohn (17.8.1890)

### Seznam představitelů obce
Předsedové MNV
- 1947–1950 Václav Cimrman
- 1950–1957 Václav Vais
- 1957–1960 Vojtěch Hanzal
- 1960–1963 Vlastimil Ungr
- 1963–1971 Karel Kasina

Starostové
- 1994–1998 František Vondra
- 1998–2002 Ing. Václav Sojka
- od 2002 Vratislav Rubeš

## Hospodářství
Část obyvatelstva pracuje v ZOD Žižice, ostatní obyvatelé za prací dojíždí, někteří až do Prahy.
Ve sloučených obcích sídlí několik podnikatelských subjektů. Největší z nich je ZOD Žižice, které ovšem díky současné situaci v zemědělství má existenční problémy. ZOD Žižice v srpnu 2020 změnilo majitele. Dále zde hospodaří několik soukromých zemědělců, z nichž nejlépe se daří ovocnářům ve Vítově. Z ostatních podnikatelských subjektů je možné uvést Motorest ve Vítově, Auto Roch v Drnově, Tiskárna Drnov, truhlářství Palisandr, kamenosochařství Savinec, stavební firmu Hladký a Tomáš Jelen majitel Žižického rybníka v Žižicích.

## Investiční výstavba
Veřejný vodovod je ve vsích Luníkov, Vítov a v Žižicích. V Drnově a Osluchově jsou pouze nevyhovující veřejné a soukromé studny. S výstavbou vodovodu pro Drnov a Osluchov se počítá v nejbližších letech. V Žižicích jsou v provozu dvě malé ČOV pro pět družstevních bytovek.
Dne 5. 5. 2008 zahájena stavby ČOV v obci Luníkov. Dne 2. 10. 2008 došlo k předání dokončené stavby. Od května 2010 probíhá budování řadu v obci Žižice. Dne 13.10.2010 hlavní řady v obci Žižice jsou dokončené. Připojování domácností začne na jaře 2011.

## Doprava

### Pozemní komunikace
Do centra obce vedou silnice III. třídy. Nad místními částmi Luníkov a Vítov vede silnice I/16 v úseku Slaný – Mělník, místními částmi v úseku Slaný - Ješín vede silnice I/16J, která se za Ješínem napojuje na stávající I/16.
Silnice I/16J byla označena bývalá I/16 po zprovoznění I. etapy obchvatu dne 18.12.2019 (obchvat Slaného s napojením u Žižic) pro veškerou dopravu, tímto došlo ke snížení dopravního zatížení obce Vítov.  Druhá část obchvatu byla zprovozněna 21.9.2020, tímto došlo ke snížení dopravního zatížení obce Luníkov. 

### Železnice
Železniční trať ani stanice na území obce nejsou. Ve vzdálenosti 3 km leží železniční stanice Zvoleněves ležící na trati 110 z Kralup nad Vltavou do Slaného a Loun.

### Veřejná doprava

#### 2011
V obci zastavovaly v pracovních dnech autobusové linky jedoucí do těchto cílů: Kladno, Slaný, Velvary, Vraný (dopravce ČSAD Slaný). O víkendu byla obec bez dopravní obsluhy.

#### 2019
V tomto roce proběhlo rozšíření systému Pražské integrované dopravy do oblasti Slánska

#### 2021
V obci zastavovaly v pracovních dnech autobusové linky jedoucí do těchto cílů: Kladno, Slaný, Velvary, Kralupy nad Vltavou, Libčice nad Vltavou (dopravce ČSAD Slaný, ČSAD MHD Kladno, ČSAD Střední Čechy). O víkendu v obci zastavuje autobusová linka do Kralup nad Vltavou (dopravce ČSAD Střední Čechy).

## Turistika

### Cyklistika
Obcí vede cyklotrasa č. 202 Louny - Slaný - Kralupy nad Vltavou (Vítov - Žižice - Osluchov)

## Občanská vybavenost
V vsích Drnov, Osluchov, Luníkov a Vítově není žádný obchod. V Žižicích je obchod se smíšeným zbožím, který zajišťuje ZOD Žižice. V majetku OÚ je pohostinství v Žižicích. Společenský sál je na Drnově. Lékařskou péči zajišťuje MUDr. Hejdová ve Slaném, stomatologickou péči zajišťují privátní ordinace ve Slaném a ve Zvoleněvsi.

## Škola, kultura a sport
V obci Žižice je mateřská škola, jejímž zřizovatelem je obec. Její kapacita je 22 dětí, ale v posledních letech není zcela využita. Do základní školy děti dojíždí do Slaného a do Zvoleněvsi. Obec má své sportovní hřiště. Působí zde i fotbalový klub FK Žižice, který má dvě mužstva, žáky a dospělé. Každý rok v červenci pořádá klub fotbalový Memoriál M. Maxy i s taneční zábavou.

## Pamětihodnosti
Územím obce procházela linie tzv. Pražské čáry předválečného československého opevnění. Z desítek objektů se dochovaly a byly restaurovány dva – objekt lehkého opevnění vz. 37 A-9/22/A-120Z na sz. okraji Žižic při silnici od Vítova a objekt lehkého opevnění vz. 36 IXb/43/A v zalesněné stráni nad Mlýnkem.
Na návsi se nachází pamětní deska k uctění památky obětem světových válek v letech 1914–1918 jmenovitě Boh. Grünwaldovi a Josefu Vojtěchovi a roku 1938 – 1945 beze jmen. 
Na rozcestí mezi Žižicemi, Drnovem a Zvoleněvsí se nacházela Žižická lípa.
Roku 1741 byla do obce darováno břevnovským klášterem sousoší sv. Prokopa od Karla Josefa Hierleho. Socha v nadživotní velikosti držící pravé ruce hůl a v levé berlu s kovanou hlavicí po stranách byly dva andělé a nad sochou byl umístěn zvon. Na počátku 70. let 20. stol. bylo sousoší z důvodu stavby komunikace zrušeno. Sochy byly přeneseny do kostela Nejsvětější Trojice ve Slaném. V roce 2018 u příležitosti vzniku Republiky obnovena část sochy a vystavena na kamenném podstavci.

## Významné osobnosti
- Vladimír Jelínek (* 5.2.1934), sklářský výtvarník
- Alois Ušák (9.10.1875 – 29. 8. 1935), žižický starosta a senátor prvorepublikového Národního shromáždění.
- Josef Richter (16. 5. 1911 – 6. 12. 1989), pilot RAF ve druhé světové válce